# Закладная доска
Закладная доска — традиционная металлическая пластина, которая в начале строительства размещается в основании какого-либо крупного сооружения: здания, судна и т. п. Могла содержать сведения о дате закладки, о присутствующих высокопоставленных лицах, имена строителей, название сооружения и другую информацию.

## Судостроение

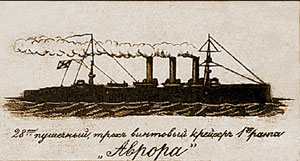
Серебряная закладная доска крейсера «Аврора»

В кораблестроении закладная доска имеет вид металлической (хромированной, стальной, медной или серебряной) пластины с памятным текстом, которая помещается в специальный карман закладной секции во время церемонии закладки судового корпуса. Как правило, закладная доска содержит наименование корабля (судна), дату начала строительства и некоторые другие сведения.
С древнейших времён у мастеров-кораблестроителей существовал обычай помещать в корпус или под мачты монеты или талисманы, которые, как предполагалось, могли задобрить или защитить от сверхъестественных сил морской среды. В России эта традиция получила развитие в начале XVIII века в связи с зарождением собственного военно-морского флота, когда в форштевень и ахтерштевень строящегося судна помещали золотые монеты. Примерно в конце XVIII — начале XIX века мастера начали вместе с монетами в киль закладывать медали с указанием имён строителей, а также — названия и ранга строящегося корабля. По обычаю ведущий церемонии закладки забивал первый крепёжный элемент специальным серебряным молоточком. С течением времени размеры медали возрастали и она постепенно эволюционировала в современные закладные доски.
Обширная коллекция из более чем 500 закладных досок хранится в Центральном военно-морском музее в Санкт-Петербурге.